# 서울 미타사 칠성도
미타사 칠성도는 대한민국 서울특별시 성북구, 미타사에 있는 조선시대의 불화이다. 2014년 7월 3일 서울특별시의 유형문화재 제361호로 지정되었다.

## 지정 사유
이 칠성도는 강화 정수사 법당 칠성도(1878년), 봉은사 북극보전 칠성도(1886년), 의성 고운사 쌍수암 칠성도(1892년) 등과 동일한 형식으로, 19세기 말~20세기 초에 걸쳐 서울․경기지역과 경상도지역에서 활동한 慶船堂應釋을 위시하여 龍溪瑞翊, 奉侃, 現照가 참여하여 조성되었음이 확인됨. 19~20세기 서울, 경기지역의 대표화승 경선당응석이 주도하여 조성된 불화로서 서울, 경기, 경상도지역의 칠성도 형식을 선도하고 있으며, 보존상태가 양호하여 서울시 유형문화재로 지정할만한 가치가 충분함.

## 조사보고서
화면 중앙에 그려진 치성광여래를 중심으로 일광보살과 월광보살이 협시하고 있으며, 좌우로 七佛과 七元星君, 28宿의 크기를 달리하여, 그림으로서 위계를 지키고 있다. 화면 하단 화기 부분 일부에 박락이 엿보일 뿐 원형은 잘 유지되어 있다.
치성광여래는 머리에 뿔이 달린 소가 이끄는 수레 위에 결가부좌하고 앉아 있으며, 무릎 아래 좌우로는 과일을 받쳐 든 동자가 몸은 본존을 향해 있으면서 얼굴은 정면을 향하였다. 본존 광배 주위를 에워싼 28수는 좌우로 대칭하여 14수씩 그려져 있으며, 그 옆으로는 정수리가 봉긋 솟은 太上老君과 左右弼星이 자리하고 있고 화면 상단에는 구름을 타고 내려오는 三台와 六星이 배치되었다. 화면 하단 바깥쪽으로는 동자상 4위가 배치되어 있다.
이 칠성도는 강화 정수사 법당 칠성도(1878년), 서울 봉은사 북극보전 칠성도(1886년), 의성 고운사 쌍수암 칠성도(1892년) 등과 동일한 형식으로, 19세기 말~20세기 초에 걸쳐 서울․경기지역과 경상도지역에서 활동한 慶船堂應釋을 위시하여 龍溪瑞翊, 奉侃, 現照가 참여하여 조성되었음이 확인된다.
19~20세기 서울, 경기지역의 대표화승 경선당응석이 주도하여 조성된 불화로서 서울, 경기, 경상도지역의 칠성도 형식을 선도하고 있으며, 보존상태가 양호하여 서울시 유형문화재로 지정할만한 가치가 충분하다.

## 참고 자료
- 서울 미타사 칠성도 - 국가유산청 국가유산포털